# Igor Mangouchev
 (février 2023).
Si vous disposez d'ouvrages ou d'articles de référence ou si vous connaissez des sites web de qualité traitant du thème abordé ici, merci de compléter l'article en donnant les références utiles à sa vérifiabilité et en les liant à la section « Notes et références ».
Igor Leonidovitch Mangouchev (en russe : Игорь Мангушев), né le 16 août 1986 à Stakhanov (aujourd'hui Kadiïvka) en RSS d'Ukraine et mort à l'hôpital dans cette même ville, sous occupation russe, le 8 février 2023, également connu sous son indicatif d'appel militaire Bereg, est un nationaliste russe, combattant de milice, chef mercenaire et conseiller politique prétendument à l'origine du symbole de l'armée russe Z. Il aurait également des affiliations néo-nazies.

## Activités avant la guerre
Fin 2009, Mangouchev fonde Svetlaïa Rus, une organisation nationaliste russe,. Les membres du groupe proviennent initialement du mouvement Narodny Sobor, aligné sur l'Église orthodoxe russe, ainsi que de divers mouvements patriotiques russes. À partir de 2014, Mangouchev, dans son rôle de leader de Svetlaya Rus, coordonne des raids menés sur des immigrants illégaux vivant dans des logements de fortune en Russie. Après chaque raid, Mangouchev contacte la police russe, qui prend note des migrants illégaux, leur prend les empreintes digitales et les relâche généralement.

## Engagement dans la guerre russo-ukrainienne à partir de 2014
Mangouchev devient capitaine de la milice populaire de Lougansk. Il est le créateur de la société militaire privée russe E.N.O.T Corporation, à travers laquelle il se déploie comme combattant dans la guerre russo-ukrainienne, à partir de 2014. Pendant la guerre, il dirige le peloton anti-drone russe et utilise le nom de guerre Bereg. Il travaille également à partir de 2022 comme stratège politique pour le propriétaire de la société mercenaire Wagner, Evgueni Prigojine. Il prétend être l'inventeur du symbole militaire russe Z, signe de ralliement utilisé lors de l'invasion de l'Ukraine en 2022, lui-même étant un fervent partisan de la guerre[réf. nécessaire]. Il critique certains chefs militaires russes qu'il perçoit comme hésitants[réf. nécessaire].
En août 2022, il s'affiche lors d'un discours tenant un crâne humain, qui serait selon lui celui d'un militaire ukrainien défendant l'usine Azovstal à Marioupol et tué ou fait prisonnier par l'armée russe. Lors de ce discours, il défend l'extermination du peuple ukrainien, étant selon lui par nature anti-russe et néo-nazi.

## Fusillade et mort
Dans la nuit du 4 février 2023, alors qu'il est stationné à un poste de contrôle à Kadiïvka, à 50 km à l'ouest de Louhansk, dans l'oblast de Louhansk occupé par la Russie, Mangouchev reçoit une balle dans la nuque. Il aurait été touché par une balle de 9 mm à bout portant, avant d'être transporté à l'hôpital, où il meurt le 8 février 2023. Sa femme évoque une exécution sommaire, le lieu de sa blessure étant situé loin de la ligne de front où se déroulent les combats avec l'Ukraine.